# جيني ميوزيك
جني الموسيقى (Hangul: 지니뮤직)هي شركة كورية جنوبية  تابعة لشركة KT ، فهي شركة متخصصة في إنتاج وتوزيع المحتوى الموسيقى.

## التاريخ
استطاع تاريخ الشركة  أن يتتبع من قسم محتويات الموسيقى Blue Cord Technology، التي أُسّست في عام 1991. وفي نفس القسم إمتلكت Muz (الآن Olleh Music)، واحدة من كبريات بوابات الموسيقى الرئيسية  في البلاد. القسم  أيضا  له قوى بإستملاك وسائل الإعلا Doremi(إحدى ناشري الموسيقى المشهورون في كوريا الجنوبية) في عام 2000.
في عام 2007 Blue Cord Technology تم الحصول عليه من قبل KT Freetel،  ودمج مع المشكّل، جعل شعبة الموسيقى إلى شركة منفصلة مسمّاة  جيني ميوزيك. في عام 2009 غيّرت الشركة اسمها  KT Music بسبب اندماج KTF مع شركة الأم KT.
اكتسبت KMP Holdings في عام 2012.
بعد  استثمارات إل جي يوبلس ‏،  والتي غيرت الشركة اسمها إلى جني ميوزيك  في  مارس 2017.

## الأصول
- الجني (خدمة الموسيقى عبر الإنترنت)
- متجر&الجني نسخة محفوظة 24 نوفمبر 2015 على موقع واي باك مشين. (بوابة للتسوق عبر الإنترنت)

## وصلات خارجية
- الموقع الرسمي
 (بالكورية)